# Episodi di Primos
La prima stagione della serie animata Primos viene trasmessa negli Stati Uniti su Disney Channel dal 25 luglio 2024 al 27 aprile 2025. In Italia viene distribuita dal 26 marzo al 28 maggio 2025 su Disney +.
| nº | Titolo originale               | Titolo italiano                     | Prima TV USA      | Distribuzione Italia |
| -- | ------------------------------ | ----------------------------------- | ----------------- | -------------------- |
| 1  | Summer of Tater                | L'estate di Tater                   | 25 luglio 2024    | 26 marzo 2025        |
| 1  | Summer of Primos               | L'estate dei Primos                 | 25 luglio 2024    | 26 marzo 2025        |
| 2  | Summer of Quehaceres           | L'estate del Quehaceres             | 25 luglio 2024    | 26 marzo 2025        |
| 2  | Summer of La Muñeca            | L'estate della Muñeca               | 25 luglio 2024    | 26 marzo 2025        |
| 3  | Summer of Los Diez             | L'estate dei Los Diez               | 27 luglio 2024    | 26 marzo 2025        |
| 3  | Summer of Lit-Tater-atura      | L'estate della Lit-Tater-Atura      | 27 luglio 2024    | 26 marzo 2025        |
| 4  | Summer of Herramientas         | L'estate de las Herramientas        | 27 luglio 2024    | 26 marzo 2025        |
| 4  | Summer of La Naturaleza        | L'estate della Naturaleza           | 27 luglio 2024    | 26 marzo 2025        |
| 5  | Summer of Pam                  | L'estate di Pam                     | 3 agosto 2024     | 26 marzo 2025        |
| 5  | Summer of La Trabajadora       | L'estate della Trabajadora          | 3 agosto 2024     | 26 marzo 2025        |
| 6  | Summer of La Madriguera        | L'estate della Madriguera           | 3 agosto 2024     | 26 marzo 2025        |
| 6  | Summer of Los Pollos Hermanos  | L'estate dei Pollos Hermanos        | 3 agosto 2024     | 26 marzo 2025        |
| 7  | Summer of El Patín             | L'estate di El Patín                | 10 agosto 2024    | 26 marzo 2025        |
| 7  | Summer of Chisme               | L'estate del Chisme                 | 10 agosto 2024    | 26 marzo 2025        |
| 8  | Summer of No Sabo              | L'estate del No Sabo                | 10 agosto 2024    | 26 marzo 2025        |
| 8  | Summer of Bookita              | L'estate di Librita                 | 10 agosto 2024    | 26 marzo 2025        |
| 9  | Summer of the 13th Primo       | L'estate del 13esimo Primo          | 17 agosto 2024    | 26 marzo 2025        |
| 9  | Summer of Cuadros              | L'estate dei Cuadros                | 17 agosto 2024    | 26 marzo 2025        |
| 10 | Summer of Tater Luna           | L'estate di Tater Luna              | 17 agosto 2024    | 26 marzo 2025        |
| 10 | Summer of El Chu-PAW-Cabra     | L'estate del Chu-ZAMP-abra          | 17 agosto 2024    | 26 marzo 2025        |
| 11 | Summer of the Baby Races       | L'estate delle baby corse           | 24 agosto 2024    | 23 aprile 2025       |
| 11 | Summer of La Extraterrestre    | L'estate dell'extra-terrestre       | 24 agosto 2024    | 23 aprile 2025       |
| 12 | Summer of El Futuro            | L'estate de El Futuro               | 24 agosto 2024    | 23 aprile 2025       |
| 12 | Summer of Super No Entiendo 64 | L'estate del Super No Entiendo 64   | 24 agosto 2024    | 23 aprile 2025       |
| 13 | Summer of La Excavación        | L'estate della Excavación           | 31 agosto 2024    | 23 aprile 2025       |
| 13 | Summer of La Pijamada          | L'estate della Pijamada             | 31 agosto 2024    | 23 aprile 2025       |
| 14 | Summer of Imi-Tater            | L'estate dell'Imi-Taterice          | 31 agosto 2024    | 23 aprile 2025       |
| 14 | Summer of Ignacio              | L'estate di Ignacio                 | 31 agosto 2024    | 23 aprile 2025       |
| 15 | Summer of El Cringe            | L'estate del Cringe                 | 7 settembre 2024  | 23 aprile 2025       |
| 15 | Summer of Taternomics          | L'estate della Taternomia           | 7 settembre 2024  | 23 aprile 2025       |
| 16 | Summer of La Hamaca            | L'estate dell'Hamaca                | 14 settembre 2024 | 23 aprile 2025       |
| 16 | Summer of The Santa Anas       | L'estate di Santa Anas              | 14 settembre 2024 | 23 aprile 2025       |
| 17 | Summer of Segundos             | L'estate dei Segundos               | 21 settembre 2024 | 23 aprile 2025       |
| 17 | Summer of Breaking Bud         | L'estate di Breaking Bud            | 21 settembre 2024 | 23 aprile 2025       |
| 18 | Summer of Gwenship             | L'estate di Gwennifer               | 28 settembre 2024 | 23 aprile 2025       |
| 18 | Summer of Heart Eyes           | L'estate degli occhi a cuore        | 28 settembre 2024 | 23 aprile 2025       |
| 19 | Summer of Hacienda Chills      | L'estate di Spaventa-Hills          | 5 ottobre 2024    | 23 aprile 2025       |
| 19 | Summer of Los Bots             | L'estate dei Los Bots               | 5 ottobre 2024    | 23 aprile 2025       |
| 20 | Summer of the Mixtape          | L'estate del Mixtape                | 2 marzo 2025      | 28 maggio 2025       |
| 20 | Summer of Je Ne Sais Quoi      | L'estate del Je Ne Sais Quoi        | 2 marzo 2025      | 28 maggio 2025       |
| 21 | Summer of Local Girl           | L'estate della bimba del posto      | 9 marzo 2025      | 28 maggio 2025       |
| 21 | Summer of Cumple               | L'estate del Cumple                 | 9 marzo 2025      | 28 maggio 2025       |
| 22 | Summer of La Cultura           | L'estate della cultura              | 16 marzo 2025     | 28 maggio 2025       |
| 22 | Summer of Santa Tabi           | L'estate di Santa Tabi              | 16 marzo 2025     | 28 maggio 2025       |
| 23 | Summer of Calabazas y Tostones | L'estate di Calaboni e Tatoni       | 23 marzo 2025     | 28 maggio 2025       |
| 23 | Summer of El Demo              | L'estate de El Demo                 | 23 marzo 2025     | 28 maggio 2025       |
| 24 | Summer of Los Limones          | L'estate de Los Limones             | 30 marzo 2025     | 28 maggio 2025       |
| 24 | Summer of La Iguana            | L'estate de La Iguana               | 30 marzo 2025     | 28 maggio 2025       |
| 25 | Summer of Primo-lympics        | L'estate delle Primo-Olimpiadi      | 6 aprile 2025     | 28 maggio 2025       |
| 25 | Summer of Las Tóxicas          | L'estate de Las Toxicas             | 6 aprile 2025     | 28 maggio 2025       |
| 26 | Summer of El Fanfic            | L'estate della Fanfiction           | 13 aprile 2025    | 28 maggio 2025       |
| 26 | Summer of Las Muralistas       | L'estate de las Muralistas          | 13 aprile 2025    | 28 maggio 2025       |
| 27 | Summer of Booyah Buh Bisabuela | L'estate della Booyah Buh Bisabuela | 20 aprile 2025    | 28 maggio 2025       |
| 27 | Summer of Silencio             | L'estate del Silencio               | 20 aprile 2025    | 28 maggio 2025       |
| 28 | Summer of Sueños               | L'estate dei Sueños                 | 27 aprile 2025    | 28 maggio 2025       |